# Rayman Raving Rabbids
Rayman Raving Rabbids (в России издавалась под названием «Rayman. Бешеные кролики») — видеоигра, разработанная и изданная компанией Ubisoft в 2006 году для консолей Nintendo Wii, PlayStation 2 и Xbox 360, а также для мобильных устройств и PC. Также игра должна была выйти для консолей Nintendo GameCube, Xbox, PlayStation 3 и PlayStation Portable, но позже эти версии были отменены.

## Игровой процесс
Игра является сборником различных мини-игр. Игрок, в роли Рэймана, должен принять участие в 75 мини-играх, называемых «испытаниями». Побеждая в играх, Рэйман зарабатывает вантузы, которые можно использовать для строительства лестницы, чтобы сбежать из тюремной камеры. Во время прохождения сюжетного режима игрок открывает специальные мини-игры, которые затем можно пройти в режиме Score Mode, чтобы открыть новый контент (например, музыку или одежду для персонажа) и улучшить свой счёт. В игру можно играть как в одиночном, так и в многопользовательском режиме до четырёх человек.

## Сюжет
Рэйман устраивает пикник со своим другом Глобоксом и его детьми, но пикник прерывает внезапное появление Бешеных кроликов. Их командир, Сергуэй, похищает Рэймана и бросает его в тюремную камеру под названием «Колизей». Чтобы выжить, Рэйман принимает участие в их испытаниях. Через некоторое время Сергуэй отводит Рэймана в свою камеру и даёт ему вантуз. Несмотря на то, что вначале кролики были настроены враждебно по отношению к Рэйману, им вскоре становится скучно, и они начинают болеть за него, и в конце концов он становится популярным среди кроликов.
В конце концов, Рэйман собирает достаточно вантузов и строит из них лестницу, и ему удаётся сбежать. Освободившись, он возвращается на место пикника и застаёт там овец, поедающих остатки пикника, и тут же понимает, что совсем забыл про детей Глобокса, и пытается вернуться через одну из нор кроликов, чтобы спасти их, но застревает. В сцене после титров Рэйман так и лежит застрявший в норе, а овцы всячески докучают ему.

## Разработка
Разработка игры началась в студии Ubisoft Montpellier. Глава студии Мишель Ансель набросал первоначальную концепцию персонажа-кролика, и оттуда выросла идея массового нашествия кроликов. Затем команда начала работу над традиционным платформером, который тогда предварительно назывался Rayman 4. Однако, получив комплекты для разработки от Nintendo, команда начала сосредотачиваться на реализации широкого спектра типов игрового процесса. Другой проект под названием Rayman 4 находился в разработке для консолей следующего поколения, в котором участвовал Мишель Ансель, в отличие от Rayman 3, где он был просто творческим консультантом. Игра должна была выйти на PlayStation 3, Xbox 360, Wii и ПК, но была отменена на E3 2006 года в пользу спин-оффа серии Raving Rabbids. Когда стало ясно, что они не впишутся в традиционный платформер, Rayman Raving Rabbids была изменена, чтобы стать игрой, состоящей из отдельных мини-игр. Изменения означали, что некоторые испытания и концепции, раскрытые до выпуска игры, не появились в финальной версии игры, например, езда на ястребе, бородавочнике и на тарантуле. В то время как Ансель считался одной из главных фигур проекта до E3, он покинул проект после обновления, и ему приписывают только дизайн персонажей в финальной игре. Версия для ПК сделана в студии Ubisoft Sofia.

## Критика
| Сводный рейтинг       | Сводный рейтинг | Сводный рейтинг            | Сводный рейтинг | Сводный рейтинг |
| Издание               | Оценка          | Оценка                     | Оценка          | Оценка          |
| Издание               | DS              | PC                         | Wii             | Xbox 360        |
| --------------------- | --------------- | -------------------------- | --------------- | --------------- |
| GameRankings          | 57,71 %         | N/A                        | 77,15 %         | 68,15 %         |
| Metacritic            | N/A             | N/A                        | 76/100          | N/A             |
| Иноязычные издания    |                 |                            |                 |                 |
| Издание               | Оценка          | Оценка                     | Оценка          | Оценка          |
| Издание               | DS              | PC                         | Wii             | Xbox 360        |
| IGN                   | N/A             | N/A                        | 8,3/10          | N/A             |
| OXM                   | N/A             | N/A                        | N/A             | 6,5/10          |
| Русскоязычные издания |                 |                            |                 |                 |
| Издание               | Оценка          | Оценка                     | Оценка          | Оценка          |
| Издание               | DS              | PC                         | Wii             | Xbox 360        |
| «Игромания»           | N/A             | 7,5/10 (журнал) 4/5 (сайт) | N/A             | N/A             |

Игра получила преимущественно положительные отзывы.